# Ute Appelt-Lillack
Ute Appelt-Lillack (* 25. Februar 1959 in Zwickau; † 18. Juli 2024 in Melaune) war eine deutsche Zeichnerin, Keramikerin und Bildhauerin. 

## Leben
Ute Appelt-Lillack arbeitete nach ihrem Abitur von 1977 bis 1979 bei Herbert Viecenz und absolvierte ein Abendstudium an der Hochschule für Grafik und Buchkunst in Leipzig. Anschließend studierte sie von 1979 bis 1984 an der Hochschule für Bildende Kunst in Dresden Fachrichtung Plastik bei Gerd Jaeger und Klaus-Michael Stephan sowie bei Hermann Naumann im Fach Keramik. Von 1984 bis 1985 erfolgte ein Studienaufenthalt in Wien an der Akademie der Bildenden Künste bei Joannes Avramides. Dabei kam sie in Bekanntschaft mit Josef Pillhofer. Von 1985 bis 1987 machte sie bei Jaeger ein Zusatzstudium.
Als Assistent und Lehrerin arbeitete sie von 1987 bis 1991 an der HfBK in Dresden.  Eine ihrer Ausdrucksformen stellen die farblichen Aufträge auf den Statuetten dar.  Sie lebte in Wittenberg und fertigte Kleinplastiken mit figürlichen expressiven Ausdruck in einem Wachsschmelzverfahren in Bronze. Ihre Werke waren zumeist für Privat, für Institutionen, Sammlungen, Galerien und diverse Behörden.
Ute Appelt-Lillack war bis 1990 Mitglied des Verbands Bildender Künstler der DDR und u. a. 1987/1988 auf der X. Kunstausstellung der DDR in Dresden vertreten. Sie lebte in Lutherstadt Wittenberg und Melaune.
Ute Appelt-Lillack war mit Siegfried Appelt verheiratet. Sie starb am 18. Juli 2024 im Alter von 65 Jahren in Melaune.

## Ausstellungen
- ab 1988: regelmäßige Werke in Dresdner Kunstausstellungen, darunter X. Kunstausstellung der DDR 1987/1988.
- 1990: Schwarzes Licht, Kerstin Franke-Gneuß, Ute Appelt-Lillack; Galerie Comenius Dresden.
- 2002: Ausstellung Kunsthaus & Galerie Keim: Bronzen von Ute Appelt-Lillack und Ölbilder, Aquarelle und Gouachen von Marcus Liedtke. Kunstdienstleistungen, Inh. Thomas Niecke, Stuttgart, Bad Cannstatt.[3]
- 2006: Packschuppen im Kunstdorf Glashütte: alba blau Taumelpfade: 8 Künstlerinnen: Ute Appelt-Lillack, Genovewa, Ulrike Kirchner, Andrea Lange, Martha, Bärbel Mohaupt, Susanne Spies, Ute Walter zeigen Malerei Grafik Skulptur.[4]

## Werke (Auswahl)

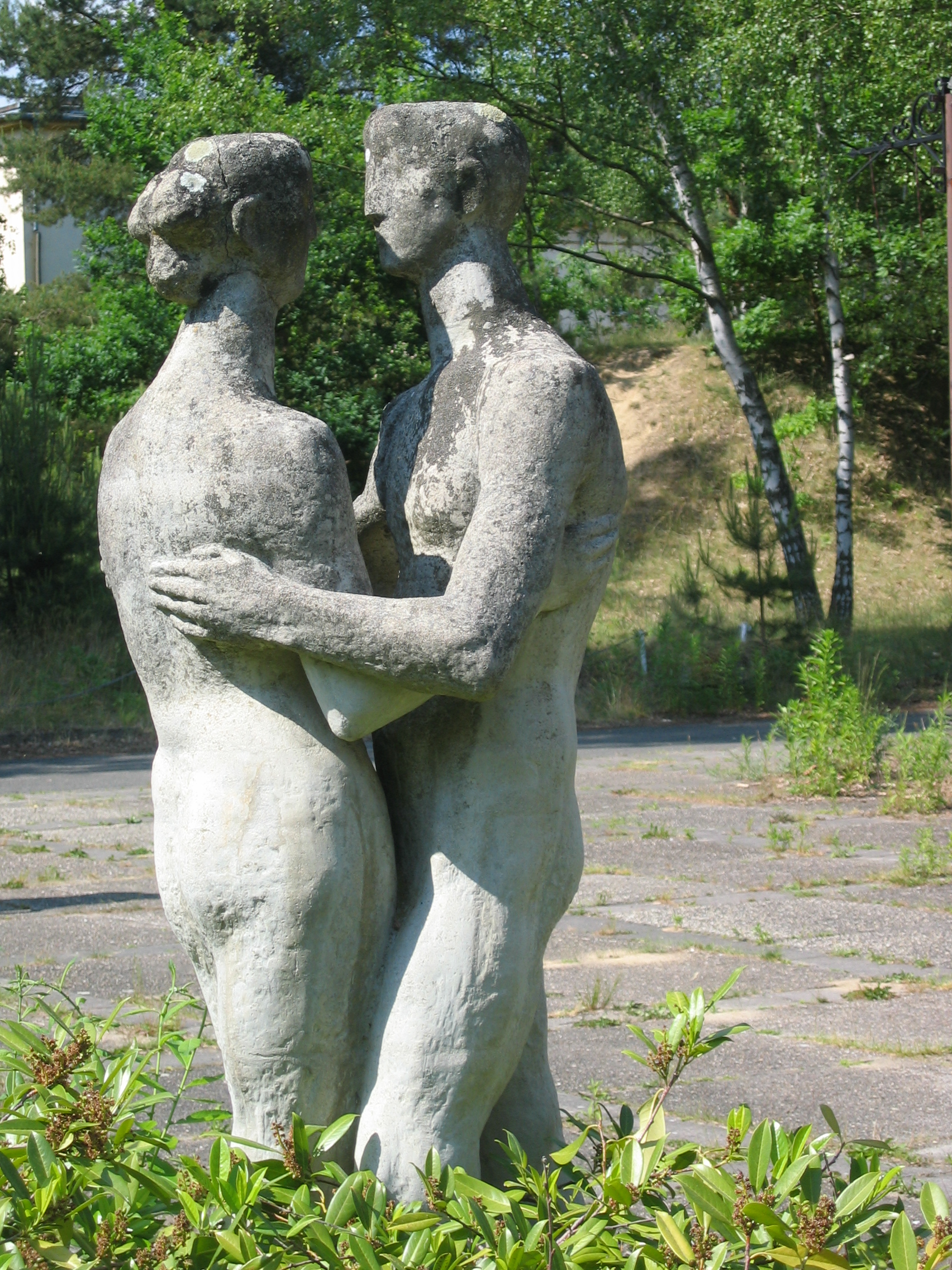
Statue Liebespaar (1986) vor dem Waldhof am Bogensee

- 1987: Künstlerische Gestaltung der Poliklinik Dresden-Prohlisin Dresden, Verzeichniseinheit 369 Archiv Dresden.[5]
- 1998: Hunt, Stolln und Grubenpferd, mit Siegfried Appelt, Lutherstadt Eisleben[6]
- 2012: Keramische Kacheln Adam und Eva, Lutherstadt Wittenberg Markt 4
- 2015: Artefakte, Metallplastiken, am Eingangsbereicbe Berufsbildende Schule Wittenberg.
- 2017: Relief für den Pavillon Grüner Bahnhof Nr. 2 Wittenberg.[7]